# Gazela-árabe
A gazela-árabe (Gazella arabica) é uma espécie de mamífero artiodáctilo nativa da Península Arábica. Faz parte da família dos bovídeos, da subfamília Antilopinae e da tribo Antilopini.